# Matt Bloom
Pour les articles homonymes, voir Bloom et A-Train.
Matthew Jason Bloom (né le 14 novembre 1972 au Massachusetts) est un catcheur et commentateur de catch américain. Il travaille actuellement à la World Wrestling Entertainment sous le nom de Matt Bloom, où il est l'entraîneur en chef du territoire de développement.
Sa carrière débute en 1997. Il rejoint la World Wrestling Federation de 1999 à 2004 où il catche sous les noms de Prince Albert, Albert et A-Train, puis la All Japan Pro Wrestling en 2005. Il travaille à la New Japan Pro Wrestling en tant que Giant Bernard de 2006 à 2012, avant de faire son retour à la World Wrestling Entertainment en 2012 sous le nom de Tensai.

## Biographie
Matthew Bloom est né le 14 novembre 1974 à Peabody au Massachusetts. Il a étudié au lycée de Peabody, où il a obtenu trois varsity letters (« lettres de blouson », récompenses pour des performances lors d'activités scolaires) en football et en basket-ball, deux en athlétisme et une en baseball. Il s'inscrit à l'Université de Pittsburgh, où il joue au football américain en tant qu'offensive tackle et offensive guard. Il obtient en 1996 un diplôme en langue des signes. Il joue ensuite brièvement dans la National Football League des Chargers de San Diego.
La même année, il devient maître d'école et enseigne les mathématiques et l'anglais à des enfants ayant des problèmes comportementaux et aux enfants sourds de l'école secondaire de Revere. Alors qu'il accompagne ses trois meilleurs élèves à un spectacle de catch professionnel, il rencontre le catcheur et entraîneur Killer Kowalski et lui exprime son envie d'apprendre à catcher. Kowalski l'invite alors à son école au Massachusetts et Bloom choisit de quitter l'enseignement pour le catch,.
Matthew Bloom est marié à Farah Bloom depuis 2005. Le couple a eu une fille au début de 2012. Il possède 28 piercings, dont le premier à l'âge de quatorze ans.

## Carrière

### Débuts (1997-1999)
Bloom fait ses débuts de catcheur en 1997 lors d'un match face à Tim McNeany. Lors d'un spectacle, il est remarqué par George Steele qui le présente à la famille McMahon et à d'autres personnes du monde du catch. Il rencontre ensuite Tom Prichard qui l'invite aux dojos d'entraînement de la WWF. Il est alors embauché par la World Wrestling Federation (WWF) et après avoir reçu une formation complémentaire par Dory Funk, Jr., Bloom rejoint la Power Pro Wrestling (PPW), club-école à Memphis, au Tennessee, où il catchait en tant que Baldo. Il y remporte les titres de champion poids-lourds (le premier à remporter ce titre) et de champion Young Guns de la PPW en janvier 1999.

### World Wrestling Federation/Entertainment (1999-2004)
Matthew Bloom fait ses débuts télévisés à la World Wrestling Federation le 11 avril 1999 dans l'émission Sunday Night Heat en sauvant Droz d'un passage à tabac par Big Bossman. Il prend alors le nom de Prince Albert et rejoint un trio éphémère avec Droz et Key où il joue le rôle du tatoueur personnel de Droz. Il participe à son premier pay-per-view lors de SummerSlam 1999 où il fait équipe avec Test dans un Tag Team Turmoil match remporté par Acolytes Protection Agency.
Droz et Prince Albert continuent de faire équipe ensemble jusqu'à ce que Droz arrête le catch, victime d'un accident (une powerbomb mal effectuée par D'Lo Brown) qui l'a paralysé en octobre 1999,. Prince Albert devient alors le protégé de Big Bossman, mais le nouveau duo se sépare à l'arrivée de Bull Buchanan, qui forme alors une équipe avec Big Bossman.
En mars 2000, il commence à se faire appeler Albert et est recruté par Trish Stratus pour former une équipe avec Test. L'équipe prend le nom de T & A et participe à de nombreux matchs tout au long de l'année 2000, rivalisant notamment avec les Dudley Boyz et les Acolytes Protection Agency. Ils obtiennent notamment une chance de remporter le titre de Champions du monde par équipe de la WWF à King of the Ring le 25 juin 2000, lors d'un Four Corners Elimination match qui les opposait à Too Cool (Brian Christopher et Scotty 2 Hotty), The Hardy Boyz et Edge et Christian mais sont les premiers éliminés.
En décembre 2000, l'équipe se séparent lorsque Bloom attaque Test sous les ordres de Stephanie McMahon. En avril 2001, il est membre du clan X-Factor avec Justin Credible et X-Pac.
Le 28 juin 2001 à SmackDown, Bloom remporte son premier et seul championnat à la WWF en battant Kane pour le titre de champion intercontinental de la WWF. Il le perd à RAW le 23 juillet de la même année au profit de Lance Storm.
Le même mois, Justin Credible quitte X-Factor et rejoint The Alliance. Albert et X-Pac continuent à faire équipe jusqu'en novembre 2001, lorsque X-Pac se blesse. Albert adopte alors le surnom de The Hip Hop Hippo et forme l'équipe The Zoo Crew avec Scotty 2 Hotty. Ils s'associent pour la première fois le 10 novembre 2001 à WWE Jakked et remportent un match face à Raven et Hugh Morris. Lors du Brand Extension en 2002, ils sont tous les deux assignés à SmackDown. L'équipe se séparent moins de deux semaines plus tard lorsqu'Albert se retourne contre Scotty après un match perdu pour le titre face à Billy and Chuck
Par la suite, Albert ne participe qu'à des matchs simples, sans être impliqué dans de grands rivalités, jusqu'en décembre 2002, lorsqu'il s'associe à Paul Heyman et Big Show et se rebaptise A-Train. Il participe à WrestleMania XIX en équipe avec Big Show mais ils perdent leur match face à The Undertaker. Il entre alors en rivalité avec The Undertaker, qui le bat à SummerSlam 2003, et Chris Benoit, qui le bat à No Mercy 2003. Aux Survivor Series 2003, il catche dans l'équipe de Brock Lesnar qui perd un « match de dix hommes ». En 2004, il participe au Royal Rumble mais est éliminé par Chris Benoit qui gagnera le match. L'alliance avec Lesnar prend fin en mars 2004, lorsque Bloom rejoint la division RAW et y a fait ses débuts le 7 juin. Deux semaines plus tard, il se blesse et souffre de lésions de la coiffe des rotateurs. Il est libéré de son contrat avec la WWE le 1er novembre 2004.

### Impact Zone Wrestling (2005-2006)
Après avoir quitté la WWE, il travaille pour la promotion indépendante Impact Zone Wrestling sous le nom de ring Train. Le 1er février 2005, il y remporte le 
titre de Champion poids-lourds de l'IZW.
Il conserve son titre à plusieurs reprises face à Billy Gunn, Ryan Lynch, ou Gregg Groothuis (Jack Bull) jusqu'au 15 juin 2005, date à laquelle le titre est déclaré vacant. Il gagne une chance de reconquérir le titre le 11 avril 2006, face à Lawrence Tyler mais perd.

### All Japan Pro Wrestling (2005)
Matthew Bloom fait ses débuts à l'All Japan Pro Wrestling le 20 mars 2005 sous le nom de Giant Bernard et commence une rivalité avec Jamal.
Il rejoint ensuite le clan Voodoo Murders aux côtés notamment de ses anciens collègues de la WWE, Chuck Palumbo et Johnny Stamboli. Le 18 octobre 2005, il affronte sans succès Satoshi Kojima pour le titre de Champion poids-lourds triple couronné de l'AJPW.

### New Japan Pro Wrestling (2006-2012)
En janvier 2006, Matthew Bloom quitte l'AJPW et rejoint son concurrent, la New Japan Pro Wrestling (NJPW).
En avril 2006, il bat Yuji Nagata en finale de l'édition 2006 de la New Japan Cup. À la suite de sa victoire, il gagne une chance pour le titre de Champion poids-lourds de l'IWGP, mais Brock Lesnar le conserve le 3 mai 2006 à Tenjin, Chūō-ku dans la Préfecture de Fukuoka. En juillet, le titre devient vacant, et Bloom participe à un tournoi pour déterminer le nouveau champion mais il perd face à Hiroshi Tanahashi en finale. En août, il prend part au tournoi de 2006 de G1 Climax mais est éliminé en demi-finale par Hiroyoshi Tenzan.
Le 11 mars 2007 à Nagoya, lui et Travis Tomko battent Manabu Nakanishi et Takao Omori pour gagner le titre de champions par équipe de l'IWGP. Le 2 novembre 2007, il remporte avec Tomko la finale du tournoi G1 Climax Tag League.
Le 17 février 2008, lors d'un spectacle de la NJPW, lui et Tomko perdent les titres au profit de Togi Makabe et Toru Yano. Après le départ de Tomko pour la Total Nonstop Action Wrestling, Bloom fait équipe avec l'ancien catcheur de la World Championship Wrestling Fuller Rick. Ils obtiennent un match pour le titre par équipe le 21 juillet 2008 face à Togi Makabe et Toru Yano mais perdent. Ils participent ensemble à l'édition d'octobre 2008 de G1 Climax Tag League.
Le 20 juin 2009, l'équipe qu'il forme avec Karl Anderson perd face à la Team 3D lors d'un match pour le titre de champions par équipe.
Ils gagnent les IWGP Tag Team Championship le 19 juin 2010. Ils les perdent en janvier 2012 et tentent de les récupérer en février mais n'y parviennent pas. Le mois suivant, Bernard quitte la NJPW pour revenir à la WWE.

### Retour à la World Wrestling Entertainment (2012-...)

#### Lord Tensai (2012)

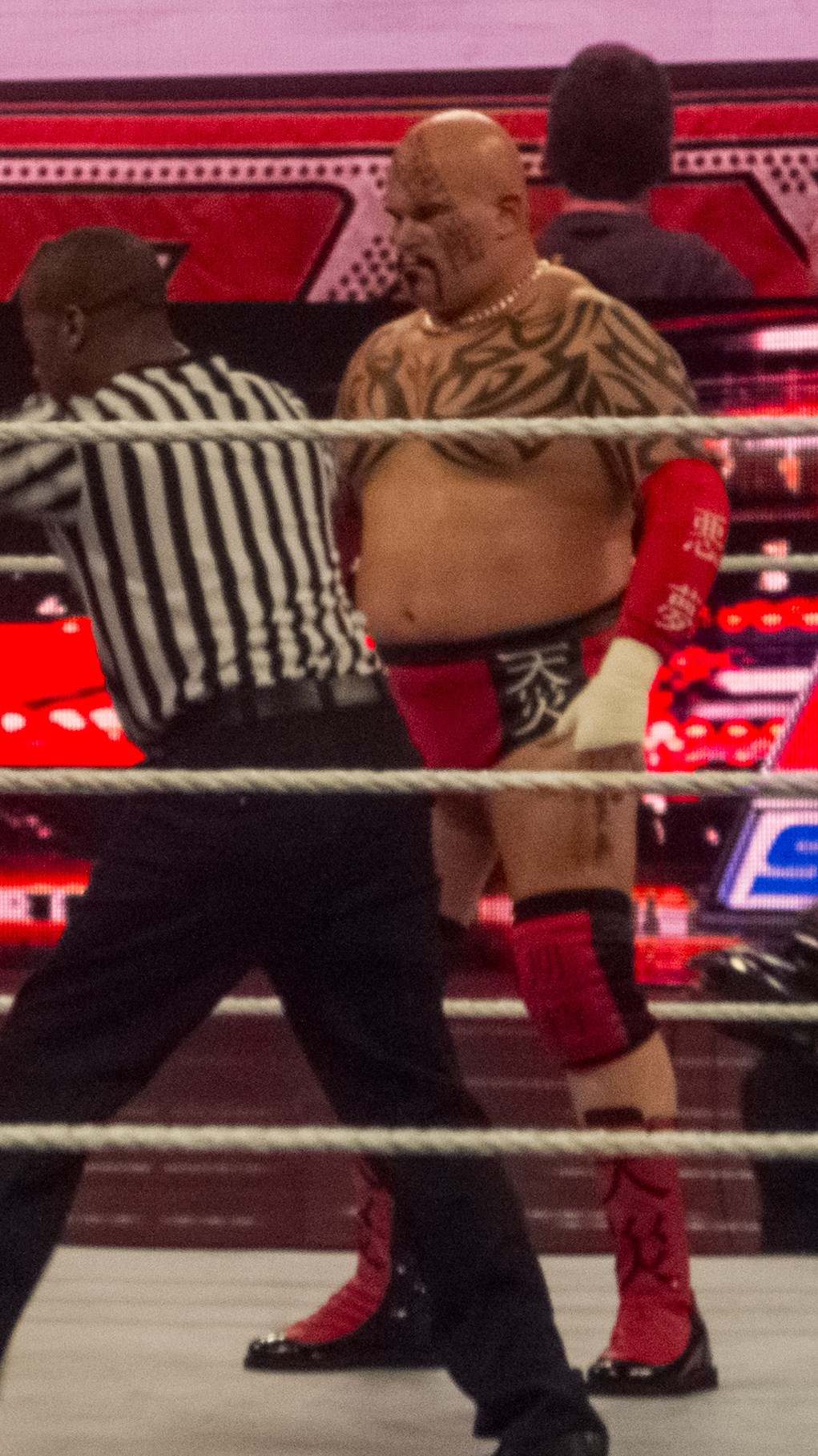
Bloom, dans son gimmick de Lord Tensai, lors de son retour à RAW.

Matthew Bloom revient à la WWE lors du RAW du 2 avril, au lendemain de WrestleMania XXVIII sous le pseudonyme de Lord Tensai, où il bat Alex Riley. Pour ce nouveau personnage incarné à caractère heel, il est accompagné par son manager Kazma Sakamoto.
Durant les semaines suivantes, il change de nom et s'appelle désormais seulement Tensai. Il va enchaîner une série de victoires contre divers catcheurs, jusqu'à connaître sa première défaite contre John Cena le 4 juin, dans un match sans disqualification. Il participe ensuite au Money in The Bank Ladder Match de Smackdown à Money in the Bank, où la malette est décrochée par Dolph Ziggler.
Lors du pré-show de Night of Champions, il participe à une Battle Royal désignant l'aspirant numéro un pour la ceinture du championnat des États-Unis, mais se fait éliminer en dernier par Zack Ryder.
Il présente le Slammy Award du moment LOL! de l'année avec Santino Marella, qui est remporté par The Rock.

#### Tons of Funk (2013)
Lors du Royal Rumble, il participe au Royal Rumble Match qui est remporté par John Cena.
Il effectue un Face Turn en battant Titus O'Neil lors de Main Event du 30 janvier en étant accompagné par Brodus Clay. Par la suite, il s'allie à Brodus Clay, et leur équipe se nomme Tons of Funk.
Lors du Pré-Show d'Elimination Chamber, ils battent Cody Rhodes et Damien Sandow.
Les deux hommes combattent dans différentes divisions de la WWE, que ce soit RAW, SmackDown ou Main-Event.
Lors de RAW du 16 décembre, lui et Brodus Clay perdent face à Ryback et Curtis Axel. Il se fait attaquer par Brodus Clay après le match, ce qui met fin à leur alliance. Le 20 décembre à SmackDown, il bat Brodus Clay. Il s'agit alors de son dernier match en tant que catcheur.

#### Commentateur et entraîneur (2014-...)
Début 2014, il devient annonceur à NXT.
Le 28 février, il change son nom de scène pour Jason Albert, et le 8 août il annonce qu'il met fin à sa carrière de catcheur.
Le 6 mars 2015, il devient entraîneur au WWE Performance Center.

## Palmarès
- Impact Zone Wrestling
  - 1 fois IZW Heavyweight Championship en 2005[24]
- New Japan Pro Wrestling
  - 2 fois IWGP Tag Team Championship avec Travis Tomko (1) Karl Anderson (1)[28]
  - G1 Tag League 2007 avec Travis Tomko
  - G1 Tag League 2009 avec Karl Anderson
  - New Japan Cup 2006[26]
- Power Pro Wrestling
  - 1 fois PPW Heavyweight Championship en 1999[6]
  - 1 fois PPW Young Guns Championship en 1999[7]
- Pro Wrestling Illustrated
  - Classé 53e des 500 meilleurs catcheurs en 2008[41]
- Pro Wrestling Noah
  - 1 fois GHC Tag Team Championship avec Karl Anderson
- World Wrestling Federation
  - 1 fois Champion Intercontinental de la WWE